# Max Penkert

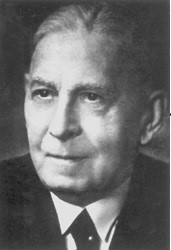
Max Penkert

Max Penkert (* 20. April 1877 in Artern; † 31. Januar 1955 in Magdeburg) war ein deutscher Gynäkologe und Geburtshelfer.

## Leben
Max Penkert war der älteste Sohn von Ludolf Penkert, Arzt und Geheimer Medizinalrat in Artern. Die Mutter war dessen Ehefrau Anna geb. Haussknecht (* 7. Februar 1852; † 18. Februar 1912 in Merseburg).
Max Penkert begann an der Philipps-Universität Marburg Medizin zu studieren. Im Jahre 1896 wurde er im Corps Hasso-Nassovia recipiert. Nachdem er sich als Consenior und Senior ausgezeichnet hatte, wechselte er als Inaktiver an die Friedrich-Wilhelms-Universität zu Berlin und die Königliche Universität zu Greifswald. Im Jahre 1900 zum Dr. med. promoviert, war er 1900–1902 in der Greifswalder Pathologie unter Paul Grawitz tätig. Im Jahre 1903 wechselte er zu Carl Fraenkel am Hygiene-Institut in Halle (Saale). Die gynäkologische Ausbildung begann er im Folgejahr bei Ernst Bumm und Johann Veit an der Frauenklinik der Friedrichs-Universität Halle. Er vervollständigte sie bei Bernhard Krönig an der Albert-Ludwigs-Universität Freiburg. 

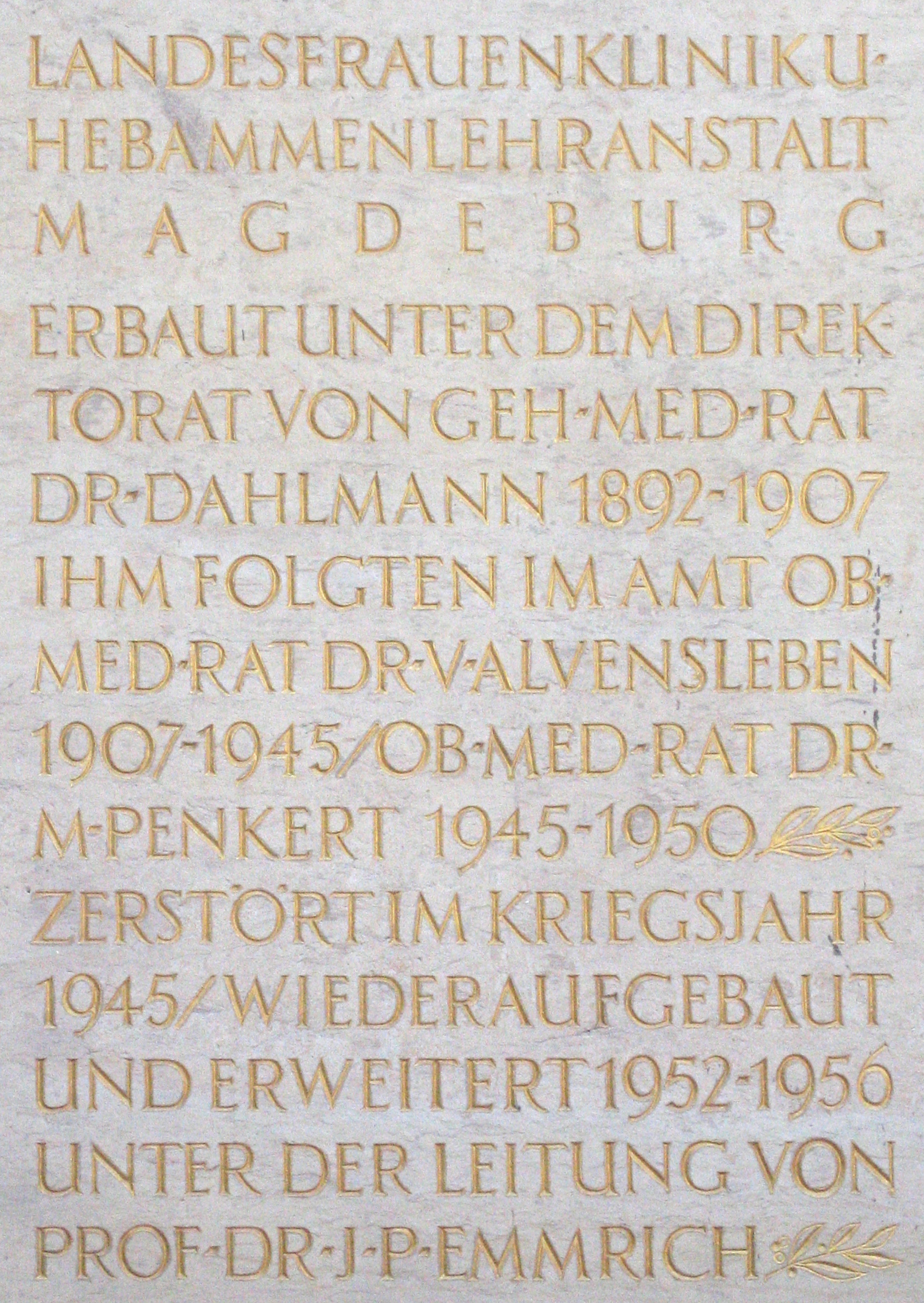
Gedenktafel der Landesfrauenklinik Magdeburg

Von 1913 bis 1945 leitete Penkert in Magdeburg die gynäkologisch-geburtshilfliche Abteilung des Kahlenbergstiftes. 1945/46 war er kommissarischer Chefarzt der Städtischen Frauenklinik in Sudenburg, die später als Frauenklinik II in die Medizinische Akademie Magdeburg integriert wurde. 1946 übernahm er noch im Alter von 69 Jahren die Leitung der Hebammenlehranstalt und der Landesfrauenklinik Magdeburg. In der Nachkriegszeit in Deutschland hatte er maßgeblichen Anteil am Wiederaufbau dieser Klinik. Er blieb ihr Direktor bis 1950. Sein Nachfolger war Josef-Peter Emmrich. Max Penkert verstarb 1955 im Alter von 77 Jahren in Magdeburg.
Verheiratet war Max Penkert mit Wanda geb. Nauck (* 10. Dezember 1883 in Groß Schönfeld; † August 1954). Der Ehe entstammen drei Kinder.

## Schriften
Max Penkert veröffentlichte über 60 wissenschaftliche Arbeiten und referierte langjährig für die Zeitschrift für Geburtshilfe und Gynäkologie der (Ost-Berliner) Gesellschaft für Geburtshilfe und Gynäkologie (GGG).
- Über Blutungen in der Nachgeburtsperiode. Zeitschrift für Ärztliche Fortbildung 1920, S. 453–460.
- Infektionskrankheiten und Schwangerschaft. Zeitschrift für Ärztliche Fortbildung 1921, S. 510–518.
- Differentialdiagnose gynäkologischer Blutungen. Zeitschrift für Ärztliche Fortbildung 1932, S. 209–211, 241–243, 262–265.

## Ehrungen
- Bandverleihung des Corps Borussia Greifswald (1923)[4]